# 2016년 7월 카불 폭탄 테러
2016년 7월 23일 아프가니스탄 카불에서 두 차례 폭탄 테러가 발생하였다. 이 테러로 80명 이상이 사망하고 260명이 부상당했다.